# Bouchy-Saint-Genest
Bouchy-Saint-Genest település Franciaországban, Marne megyében. Lakosainak száma 210 fő (2022. január 1.). Bouchy-Saint-Genest Saint-Bon, Villiers-Saint-Georges, Escardes, Les Essarts-le-Vicomte, Nesle-la-Reposte és Louan-Villegruis-Fontaine községekkel határos.

## Népesség
A település népességének változása:
| Lakosok száma | 189  | 150  | 157  | 159  | 185  | 193  | 193  | 194  | 199  | 210  |
|               | 1968 | 1982 | 1990 | 2006 | 2013 | 2015 | 2017 | 2019 | 2020 | 2022 |